# Käesla
Käesla (Duits: Kaesel) is een plaats in de Estlandse gemeente Saaremaa, provincie Saaremaa. De plaats heeft de status van dorp (Estisch: küla).
Tot in december 2014 behoorde Käesla tot de gemeente Kärla, tot in oktober 2017 tot de gemeente Lääne-Saare en sindsdien tot de fusiegemeente Saaremaa.

## Bevolking
Het dorp had 31 inwoners op 31 december 2011 en 38 inwoners op 31 december 2021.

## Geschiedenis
Het landgoed Käesla werd in 1526 voor het eerst vermeld onder de naam Lasma, maar in 1454 bestonden al een molen en een stuk weidegrond onder de naam Laskema. In 1572 stond het landgoed bekend onder de naam Kaysel.
Het landgoed was tussen 1625 en 1730 in handen van een familie Stärk (of Stärke). De laatste eigenaar voor het landgoed in 1919 door het onafhankelijk geworden Estland werd onteigend, was Georg von Schmidt.